# Halloween Tour
Halloween Tour es un tour de la banda de hard rock Lordi, que comenzó el 12 de octubre de 2007 y terminó el último día de dicho mes. La gira sólo se realizó por Estados Unidos.
Halloween Tour
- 12 de octubre - Toad’s Place, New Haven, Connecticut
- 13 de octubre - The Palladium, Worcester, Massachusetts
- 14 de octubre - Northern Lights, Clifton Park, Nueva York
- 16 de octubre - Crocodile Rock, Allentown, Pensilvania
- 17 de octubre - Town Ballroom, Búfalo, Nueva York
- 19 de octubre - Orbit Room, Grand Rapids, Míchigan
- 20 de octubre - Eagles Club, Milwaukee, Wisconsin
- 21 de octubre - The Vic, Chicago, Illinois
- 23 de octubre - Blue Cats, Knoxville, Tennessee
- 24 de octubre - The Masquerade, Atlanta, Georgia
- 25 de octubre - The Orange Peel, Asheville, Carolina del Norte
- 26 de octubre - Headliners, Louisville, Kentucky
- 27 de octubre - Harpo’s, Detroit, Míchigan
- 29 de octubre - The Fillmore (Irving Plaza), Nueva York, Nueva York
- 30 de octubre - Trocadero, Filadelfia, Pensilvania
- 31 de octubre - Starland Ballroom, Sayreville, Nueva Jersey